# Stara Papiernia

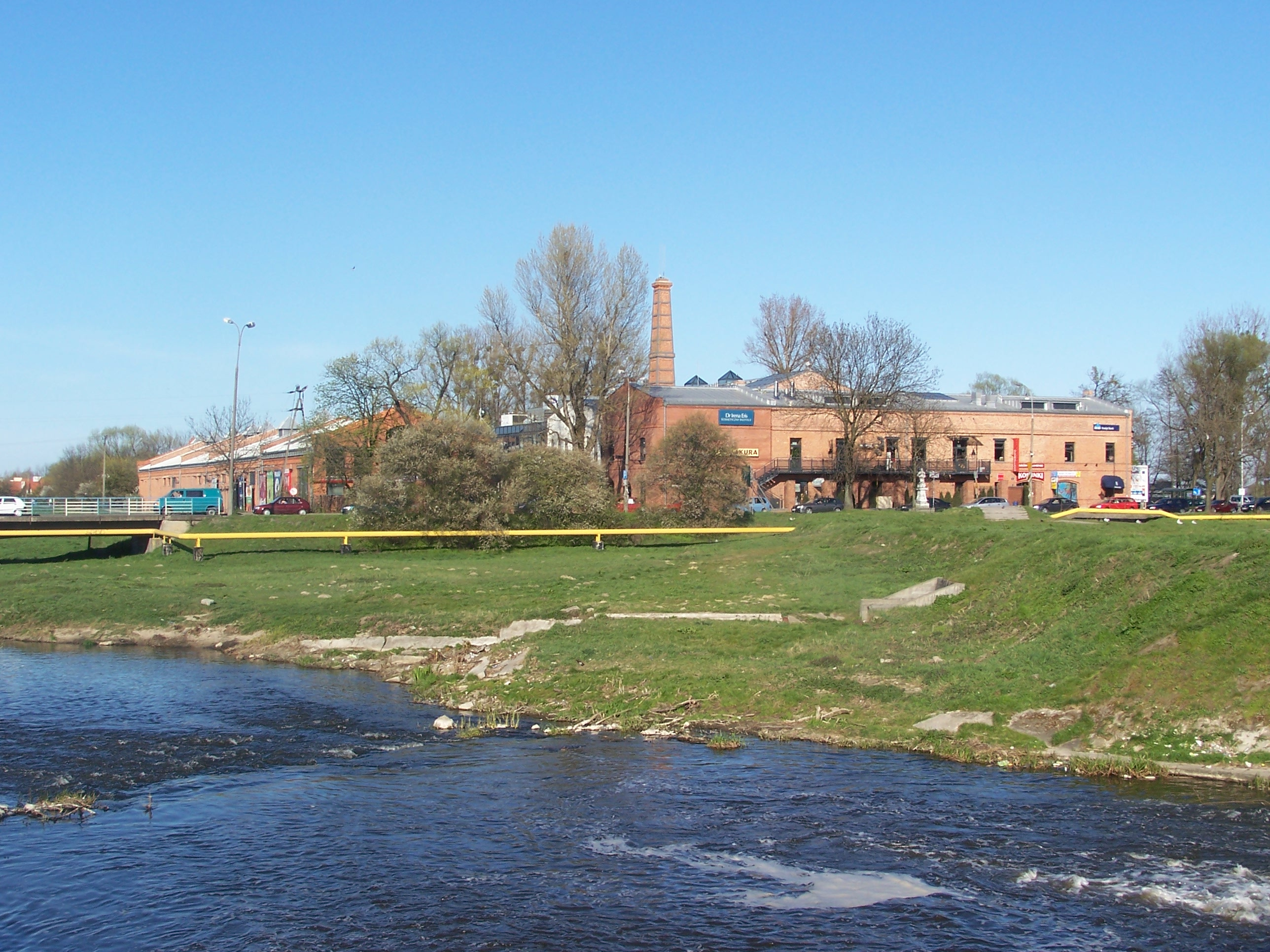
Westansicht des Einkaufszentrums „Stara Papierna“. Im Vordergrund die zur Weichsel fließende Jeziorka

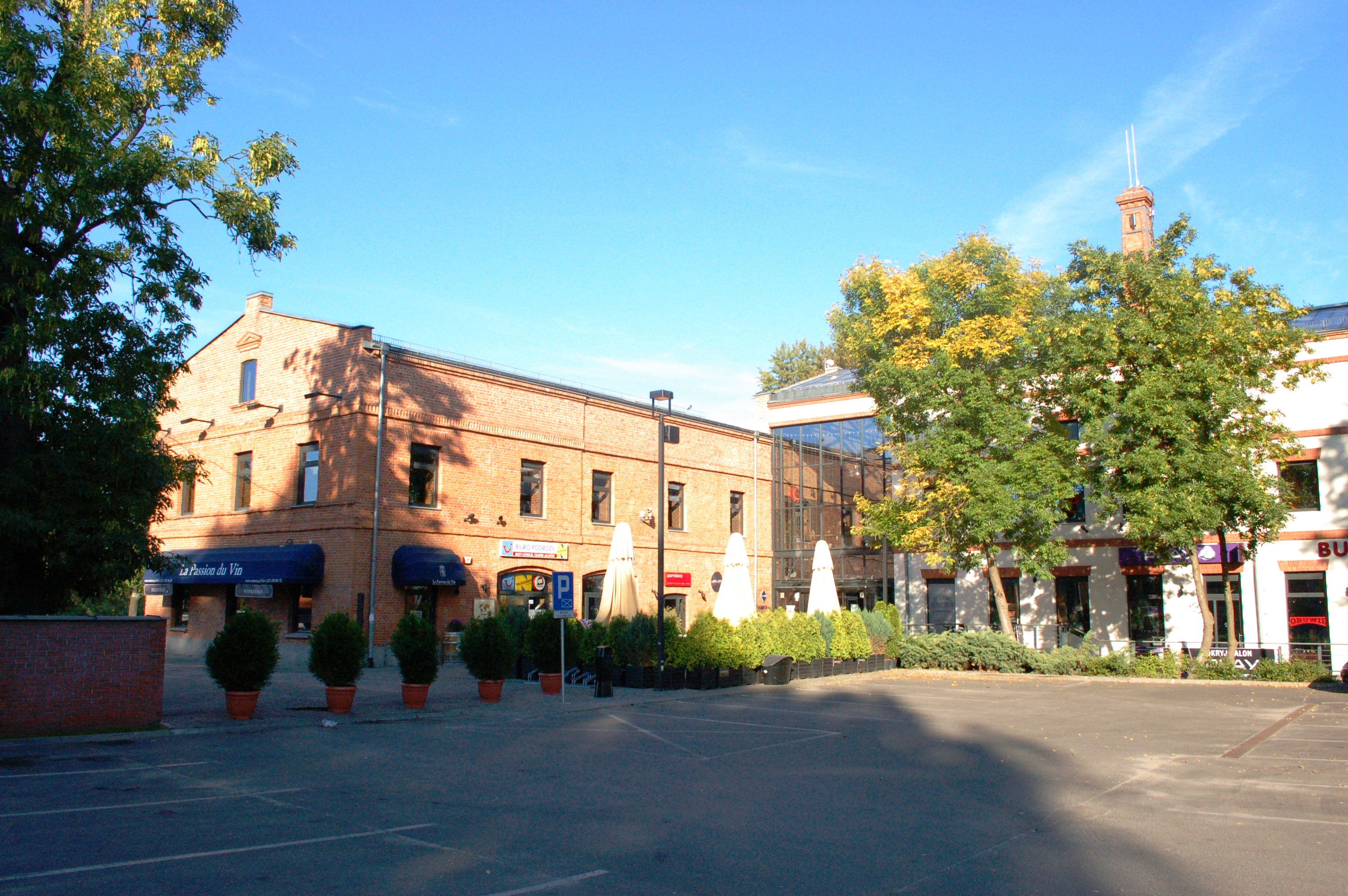
Das alte Produktionsgebäude

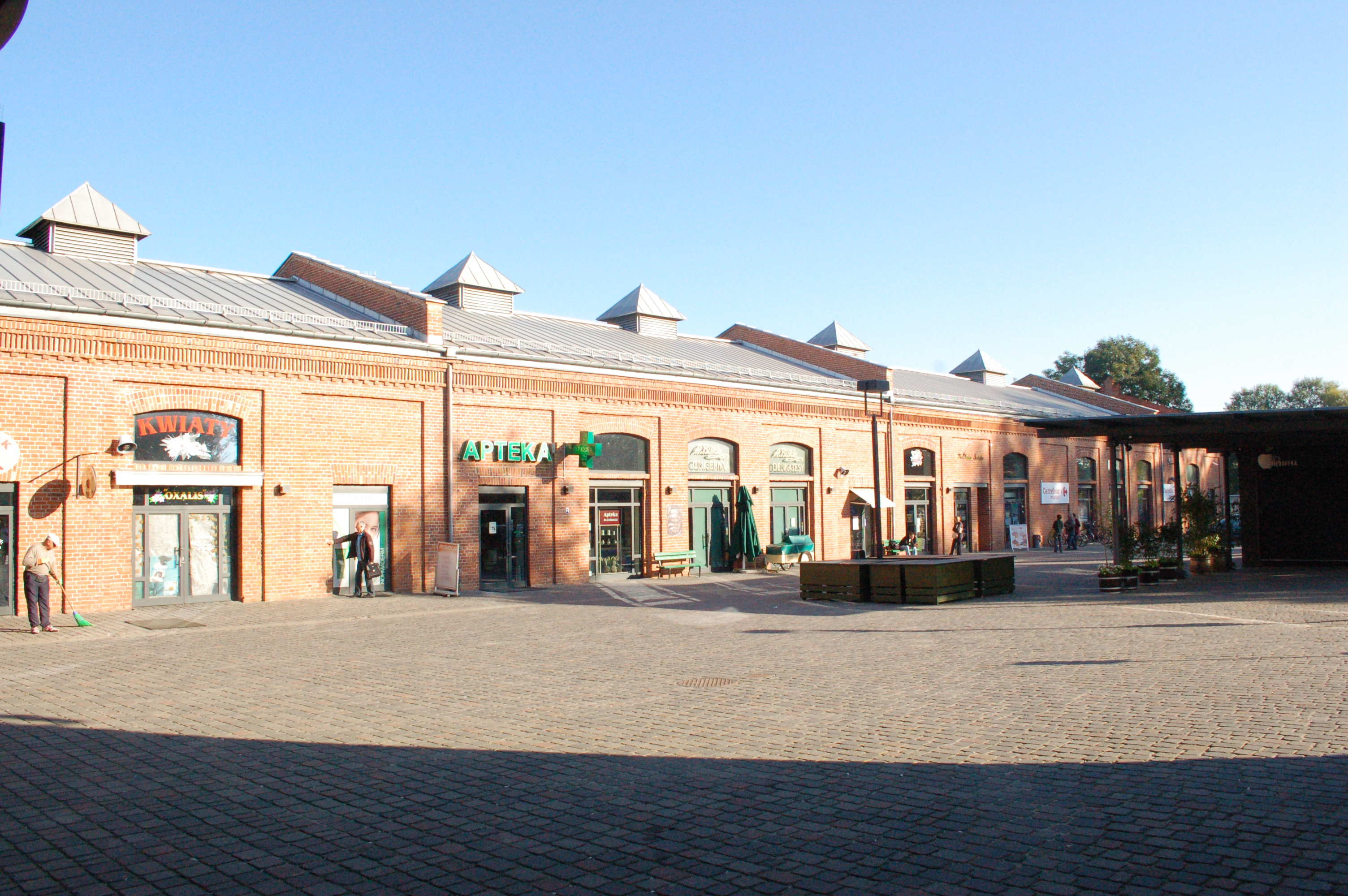
Ehemalige Lagergebäude dienen heute Einzelhändlern

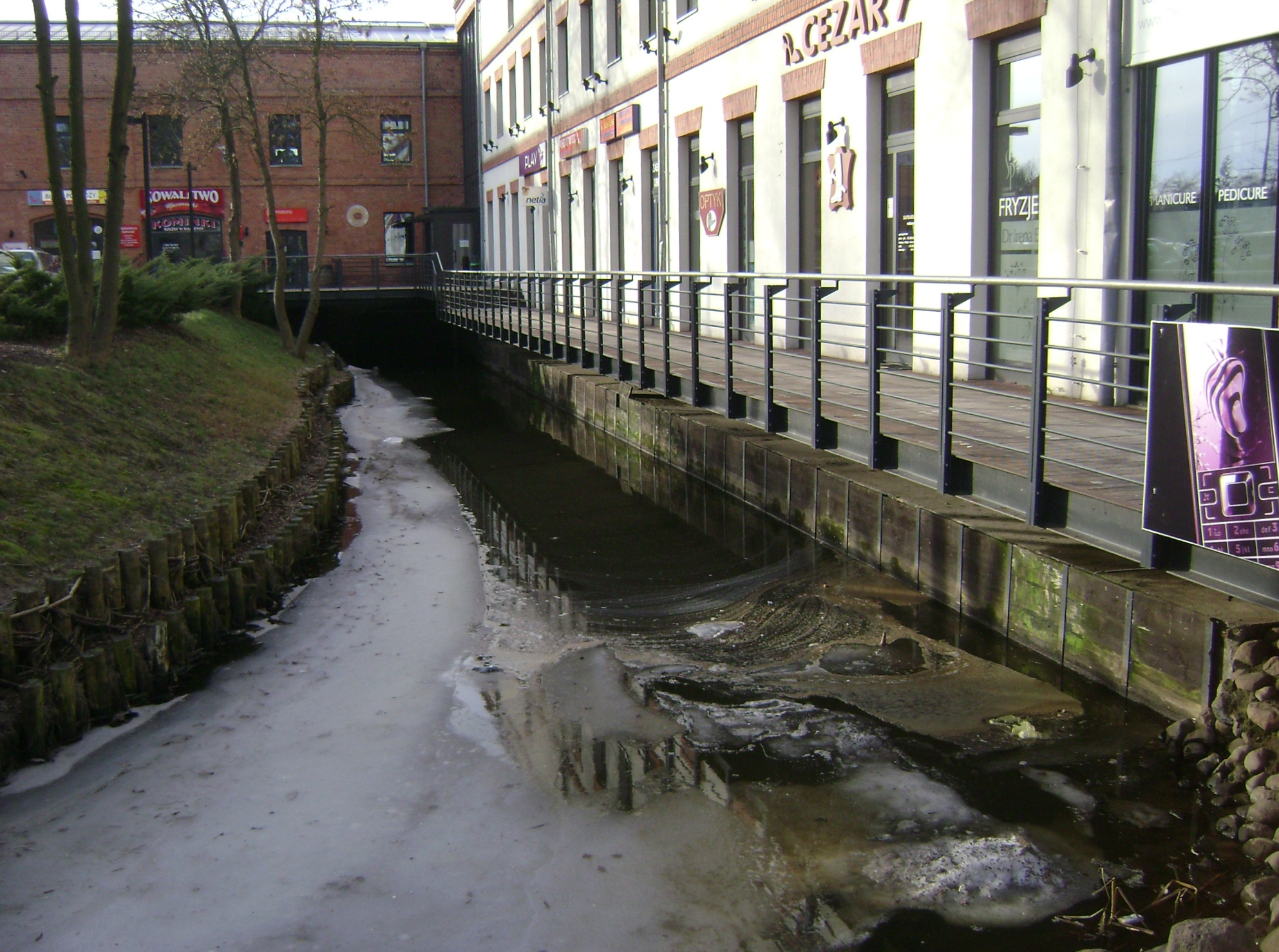
Der Arbeitskanal, der die Turbinen der Mühle antrieb, fließt unterhalb und seitlich der alten Produktionsgebäude

Die Stara Papiernia (deutsch: Alte Papierfabrik) ist ein modernes Einkaufszentrum in einem historischen Gebäudekomplex in der polnischen Stadt Konstancin-Jeziorna bei Warschau. Das im Jahr 2002 eröffnete Zentrum befindet sich in den denkmalgeschützten Gebäuden einer Papierfabrik aus dem 19. Jahrhundert.

## Lage
Das Einkaufszentrum befindet sich im Zentrum von Konstancin am Rondo Jana Pawla II und ist von den Straßen Ulica Warszawska und Aleja Wojska Polskiego umgeben. Im Norden fließt die Jeziorka, ein Nebenfluss der Weichsel, an dem Zentrum vorbei. Direkt südlich des Komplexes fließt – teilweise unterirdisch – ein Zubringerkanal zur ehemaligen Papierfabrik „Konstans“, die sich rund 1000 Meter ostwärts befand.

## Geschichte
Die Anlage geht auf eine wassermühlengetriebene Papierfabrik zurück, die in der Nähe im Jahr 1760 errichtet wurde. Diese Anlage war die älteste Papierfabrik Masowiens. Die Fabrik führte den Titel einer „Königlichen Papierfabrik“ (Królewska Fabryka Papieru). König Stanisław August Poniatowski benutzte ausschließlich Papier aus Konstancin. Auch Dokumente des Vierjährigen Sejms und die Verfassung vom 3. Mai 1791 wurden auf dem Papier der alten Fabrik verfasst. Ebenso nutzte Tadeusz Kościuszko dieses Papier. Józef Krzyczewski war der Eigentümer. 1830 ging sie in den Besitz der Bank Polski über.
In den 1830er Jahren konnte die alte Mühle nicht mehr konkurrenzfähig betrieben werden. Aus Frankreich wurde der Fachmann Gabriel Planche angeworbenen, der im Jahre 1836 die Leitung der Anlage von Piotr Łubieński übernahm. Es wurde beschlossen, ein neues Gebäude für den Einbau einer 1832 in Wien mit Mitteln der Bank Polski erworbenen und bis dahin ungenutzten Maschine zur Herstellung von Endlospapier zu errichten. In dem Zusammenhang musste auch das Wasserantriebs-System modernisiert werden. 
In den Jahren 1836 bis 1838 entstand nach Plänen von Jan Jakub Gay eine neue Fabrik. Benötigtes Land war von der Familie Potulicki erworben worden. Von der Jeziorka wurde ein Arbeitskanal abgeleitet, der Wasserturbinen in dem neuen Fabrikgebäude antrieb. Dieser Kanal besteht noch heute – er führt unterhalb und am alten Fabrikgebäude bis zu den Wasserbecken der früheren Konstans-Papierfabrik. Auf Zeitungspapier der Fabrik wurde unter anderem die Tageszeitung „Kurier Warszawski“ gedruckt. In den 1860er Jahren verkaufte die Bank Polski die Fabrik an die Familie Roesler.
In der Mitte des 19. Jahrhunderts war wegen mangelnder Möglichkeiten der Erweiterung am alten Standort etwa einen Kilometer ostwärts bereits eine neue Papierfabrik angelegt worden. Die neue Fabrik wurde von nun an als „Dolna Papiernia“ (Untere Papierfabrik), die alte als „Górna Papiernia“ (Obere Papierfabrik) bezeichnet. Von der Familie Roesler übernahm 1869 die Papierfabrik Mirków (Towarzystwo Akcyjne Mirkowskiej Fabryki Papieru) beide Anlagen. Hauptgesellschafter dieser Firma waren Edward Natanson und der Bankier Leopold Stanisław Kronenberg.
Die alte Fabrik verlor ihre Bedeutung und wurde nur noch als Speicher und zur Vorbehandlung von Lumpen für die Zellstoffproduktion verwendet. Daher erhielt sie von den Anwohnern den Namen „Szmaciarni“ (der polnische Ausdruck „Szmatka“ entspricht der Bedeutung „Lappen“ oder „Fetzen“). Am 9. August 1958 wurde die Fabrik unter Denkmalschutz gestellt (Nr. 1040/149).
Im Jahr 1984 brannte die damals bereits ungenutzte alte Papierfabrik ab. Sie blieb eine Ruine bis zum Oktober 2000, als unter dem Investor Jan Wejchert begonnen wurde, die ehemaligen Fabrikanlagen zu einem Einkaufszentrum zu restaurieren. Das verantwortliche Architekturbüro war Bulanda i Mucha (BiM). Die Eröffnung des Zentrums fand am 23. November 2002 statt.

## Einkaufszentrum
Das Zentrum besteht aus zwei Gebäudekomplexen. Im dreigeschossigen Komplex A (ehemaliges Fabrikgebäude) befinden sich etwa 35 Gewerbetreibende, vor allem Restaurants, Cafés, Boutiquen und Dienstleister. Im eingeschossigen Gebäudekomplex B (alte Lagerhallen) sind ein Biedronka-Supermarkt, eine Rossmann-Drogerie und verschiedene andere Lebensmittelanbieter untergebracht. Auf dem Hof wurde vorübergehend eine Mehrzweck-Bühne errichtet; hier fanden bis zur Eröffnung des neuen Amphitheaters im Kurpark Konzerte und andere kulturelle Veranstaltungen statt. Im gesamten Bereich sind alte Maschinen zur Papierherstellung ausgestellt.